# زولت سابو
زولت سابو (بالمجرية: Szabó Zsolt)‏ هو سائق سباق مجري، ولد في 16 نوفمبر 1995 في ميشكولتس في المجر.

## وصلات خارجية
- زولت سابو على موقع DriverDB.com (الإنجليزية)